# Колонна Великой Армии
Колонна Великой Армии (фр. Colonne de la grande Armée или Colonne Napoléone) в Булонь-сюр-Мер — самая высокая (?) монументальная колонна (высотой 53 метра).

## История
Предназначалась в память успешного вторжения в Англию (которое в реальности никогда не состоялось). Первый камень заложен 9 октября 1804 года. Работы полностью остановлены в 1814 году с падением Наполеона.
Завершена колонна в 1821 году, на её верху были помещены королевские символы Бурбонов. После Июльской Революции 1830 года корона убрана, лилии заменены звёздами.
Статуя Наполеона работы Бозио была завершена ко времени возвращения праха Наполеона в Париж 15 декабря 1840. Помещена на вершине колонны 15 августа 1841 года будущим императором Наполеоном III.